# Sílfium
|  | Per a altres significats, vegeu «Silphium (gènere)». |

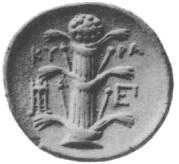
Moneda antiga de plata de Cirene mostrant una tija de Silphium.

El sílfium o silfi (també conegut com a silphion o laser) era una planta que es feia servir en l'antiguitat clàssica com un ric assaonador del menjar i com a medicina. Era objecte comercial de la ciutat de Cirene a Líbia. Donava una mena de resina coneguda com laser, laserpicium, o lasarpicium.
El sílfium era una espècia important en la prehistòria com es pot veure en l'antic Egipte i a Cnossos. Es va usar en la cuina grecoromana especialment en les receptes d'Apicius.
La identitat exacta del sílfium no està clara, normalment es creu que és una planta d'una espècie ja extinta del gènere Ferula, Una altra possibilitat és que fos l'espècie encara existent dita Ferula tingitana. Una altra planta, l'asafoetida, es va usar com substitut barat del silphium.

## Ús medicinal
Es van adcriure a aquesta planta moltes propietats medicinals. Es va dir que servia per la tos i la febre i tota mena de malalties.
Hipòcrates va escriure:
Quan l'intestí sobresurt i no es manté al seu lloc, rasqueu el silfi més fi i compacte en trossos petits i apliqueu-lo com a cataplasma.
S'ha especulat que servia com anticonceptiu com moltes espècies apiàcies.